# ソ連運輸省ER200形電車
ER200形（ロシア語:Электропоезд ЭР200）は、ソ連運輸通信省（МПС СССР, Министерство путей сообщения СССР）が1974年から運用を開始した直流特急形電車である。のちロシア連邦運輸通信省（Министерство путей сообщения Российской Федерации）、ロシア鉄道公開株式会社（ОАО «Российские железные дороги»）が承継した。

## 概要
1967年に直流3000V14両編成のER200型電車の開発が許可された。50以上の研究機関や工場が垣根を越えて開発や設計に携り、リガ車両製作工場（RVR）において1973年12月に完成した。
翌1974年、多角的な試験のためモスクワのロシア鉄道輸送研究所に送られ、1975年からは運行性能の調査と、各種数値変動の連続した調査のため、当時の営業最高速度を越える200km/hでの運行試験を行った。
10年の試験の後1984年3月より、首都モスクワ市とサンクトペテルブルク市（旧レニングラード市）間を途中停車なし4時間51分で結ぶ、週1回往復の定期運行に就き、2009年2月に運用が終了した。
現在はER200-105がモスクワ・リガ駅併設のモスクワ鉄道博物館およびノヴォシビルスク・シィエヤチリ駅隣接の鉄道技術博物館に展示されている。

## 車両
第1編成は1973年製。車体はアルミ合金製で両端デッキの片側2扉、先頭車のみ構造上の理由から付随車となっている。連結器はSA-3自動連結器で、電動車はM+M'方式。シートは2+2で先頭車は24席、中間車は64席となっている。第2編成は1988年製で、内装に差異がある。1990年には先頭車がさらに2両造られ、第1編成、第2編成どちらとも編成を組むことが可能である。

## ソ連運輸省ER200形電車を扱った作品

### 映像作品
- ドキュメンタリー・ネット動画『Эр200. Полный большой обзор. Первый и последний скоростной поезд в СССР. Железнодорожное（邦訳：ER200 完全概要。ソビエト連邦で最初で最後の高速鉄道列車』） - YouTube』（2020年10月30日、作：SsVMedia）
- ドキュメンタリー・ネット動画『ЭР200 - "Сапсан" советской эпохи（邦訳：ER200 ソビエト時代の『サプサン（現ロシアの代表的な高速鉄道）』） - YouTube』（2015年3月7日、作：WikiRail - все о железной дороге）
- ドキュメンタリー・ネット動画『ВЫСШАЯ ПОЗИЦИЯ - ЭР200（邦訳：貴方のポジション ER200） - YouTube』（2014年9月20日、作：РЖД Просвещение）
- ドキュメンタリー・ネット動画『Поездка на электропоезде ЭР200-2 по курскому ходу［Полная версия］（邦訳：ER200-2 電動電車がクルスク・コースに乗る［フル・バージョン］） - YouTube』（2014年2月18日、作：driver75film）
- ドキュメンタリー・ネット動画『ЭР200. Первый регулярный рейс. 1979 год.（邦訳：ER200 最初の定期便 1979年） - YouTube』（2009年11月28日、作：210373）

### ゲームソフト
- PCソフト「A列車で行こう9  Version 5.0 トレインコンストラクション」用無償フリー提供車両データ「ER200」（公開HP（Steamワークショップ）） - 前述Steamワークショップ公開HPにてサブスクライブ有効化後、「A列車で行こう9 Version 5.0 トレインコンストラクション」上で車両編成ファイル化し保存、「A列車で行こう9 Version 5.0」本体でインポートする事で同ソフト本体でも使用可（作：デンジャラスzi3、2025年1月4日）。
- PCソフト「Workers & Resources Soviet Republic」用無償フリー提供車両データ「ER200 | ЭР200」（公開HP（Steamワークショップ）） - 前述Steamワークショップ公開HPにてサブスクライブ有効化により、使用可能（作：βlu∃_βrO、2024年9月5日）。